# Klaus Junge
Klaus Junge (Concepción, 1º gennaio 1924 – Welle, 17 aprile 1945) è stato uno scacchista tedesco.

## Biografia
Nato in Cile da genitori tedeschi, all'età di quattro anni tornò in Germania con la famiglia. Il padre Otto era un forte maestro di scacchi (vinse nel 1922 il campionato cileno). 
Nel 1941, all'età di 17 anni, vinse il campionato di Amburgo. In agosto dello stesso anno giunse primo a pari merito nel campionato tedesco, ma perse lo spareggio contro Paul Felix Schmidt. In ottobre fu quarto, dietro Alechin, Schmidt e Bogoljubov, nel torneo di Cracovia-Varsavia, organizzato dall'esercito di occupazione tedesco in Polonia. 
In giugno 1942 fu 3º-4º con Schmidt, dietro ad Alechin e a Keres, nel forte torneo di Salisburgo. In ottobre dello stesso anno fu secondo dietro ad Alechin nel torneo di Varsavia-Lublino-Cracovia. In dicembre fu pari primo con Alechin a Praga (Memorial Duras). 
Klaus Junge, il cui padre era iscritto al nazionalsocialismo dal 1932, era anch'egli aderente all'ideologia nazista. Morì in battaglia, rifiutando di arrendersi, nei pressi della città di Welle, vicino ad Amburgo, tre settimane prima del termine della guerra, all'età di 21 anni.
Il grande maestro Robert Hübner lo considera il più grande talento tedesco del XX secolo.

## Partite notevoli
- Kurt Richter – Junge, campionato tedesco 1941:  Trompovsky A45
- Friedrich Saemisch – Junge, Praga 1942:  Spagnola C96
- Alekhine – Junge, Salisburgo 1942:  Semislava D31
- Ludwig Rellstab – Junge, Monaco 1942:  Semislava Merano D47